# 1964年の相撲
1964年の相撲（1964ねんのすもう）は、1964年の相撲関係のできごとについて述べる。

## 大相撲

### できごと
- 1月、北の冨士新入幕。初場所後、栃ノ海の横綱推挙決定。役員改選で二所ノ関が取締に就任。二子山、振分らが勝負検査役。力士の報奨金、諸手当増額。
- 2月、ハワイ、ロサンゼルス巡業。後の高見山がハワイから高砂部屋に入門。
- 3月、玉乃島が新入幕。入幕2場所目の北の冨士が新小結。
- 4月、広島準本場所11日間、横綱大鵬優勝。
- 5月、夏場所、横綱大鵬は4日目、前頭2枚目前田川に敗れ34連勝でストップ。8日目、ソ連のミコヤン副首相観戦。13日目、昭和天皇、皇后観戦。
- 6月、大鵬がエールフランスの招待で渡欧。栃ノ海がパンアメリカン招待で渡米。
- 7月、名古屋場所、2日目から3連敗の大鵬は5日目から休場して入院。その後、三島の禅寺で5日間修行。相撲協会は新潟地震に際し義援金を送る。
- 9月、秋場所、3日目の大鵬対若浪戦の勝負判定などについて、時津風理事長が全勝負検査役を叱責。元関脇出羽錦引退、年寄田子ノ浦襲名。
- 10月、大阪準本場所15日間、大鵬優勝。
- 11月、九州場所12日目の海乃山-荒波戦で、荒波が海乃山の髷を掴んだが、軍配は荒波に挙がり物言いつくも軍配どおり。湊川検査役（元前頭筆頭十勝岩）が謹慎処分。
- 12月、小野川部屋が出羽海部屋に、追手風部屋が立浪部屋に、錦島部屋が時津風部屋にそれぞれ合併。いずれも、来年1月場所から実施の部屋別総当たり制を見越してのもの。

### 本場所
- 一月場所（蔵前国技館、12～26日）
幕内最高優勝 : 大鵬幸喜（15戦全勝,12回目）
  - 殊勲賞-大豪、敢闘賞-北の冨士、技能賞-清國

十両優勝 : 若天龍祐三（13勝2敗）
- 三月場所（大阪府立体育会館 8～22日）
幕内最高優勝 : 大鵬幸喜（15戦全勝,13回目）
  - 殊勲賞-開隆山、敢闘賞-若見山、技能賞-鶴ヶ嶺

十両優勝 : 栃王山峰啓（12勝3敗）
- 五月場所（蔵前国技館、10～24日）
幕内最高優勝 : 栃ノ海晃嘉（13勝2敗,3回目）
  - 殊勲賞-沢光、敢闘賞-若浪、技能賞-北の冨士

十両優勝 : 淺瀬川健次（12勝3敗）
- 七月場所（金山体育館、6月21～7月5日）
幕内最高優勝 : 富士錦章（14勝1敗、1回目）
  - 殊勲賞-明武谷、敢闘賞-富士錦、技能賞-富士錦

十両優勝 : 長谷川勝利（13勝2敗）
- 九月場所（蔵前国技館、6～20日）
幕内最高優勝 : 大鵬幸喜（14勝1敗,14回目）
  - 殊勲賞-開隆山、敢闘賞-明武谷、技能賞-前田川

十両優勝 : 義ノ花成典（12勝3敗）
- 十一月場所（福岡スポーツセンター、8～22日）
幕内最高優勝 : 栃ノ海晃嘉（14勝1敗,2回目）
  - 殊勲賞-明武谷、敢闘賞-青ノ里、技能賞-北の富士

十両優勝 : 追手山貢（13勝2敗）

## 誕生
- 1月15日 - 出羽の邦真光（最高位：十両3枚目、所属：出羽海部屋）
- 2月6日 - 克之（副立呼出、所属：花籠部屋→放駒部屋→芝田山部屋）
- 4月26日 - 吾郎（三役呼出、所属：押尾川部屋→大嶽部屋）[1]
- 5月3日 - 梅の里昭二（最高位：十両13枚目、所属：高砂部屋）
- 6月23日 - 智ノ花伸哉（最高位：小結、所属：立浪部屋、年寄：玉垣）[2]
- 6月24日 - 陸奥北海勝昭（最高位：十両6枚目、所属：安治川部屋、世話人：陸奥北海）[3]
- 6月26日 - 剛堅大二朗（最高位：十両5枚目、所属：高砂部屋）
- 7月24日 - 清乃洋文幸（最高位：十両13枚目、所属：伊勢ヶ濱部屋）
- 10月14日 - 旭道山和泰（最高位：小結、所属：大島部屋）[4]
- 10月28日 - 琴富士孝也（最高位：関脇、所属：佐渡ヶ嶽部屋、+ 2025年【令和7年】）[5][6]
- 11月26日 - 床貴（一等床山、所属：二子山部屋→藤島部屋→二子山部屋→貴乃花部屋→阿武松部屋）
- 11月29日 - 床好（一等床山、所属：時津風部屋）
- 12月14日 - 大善尊太（最高位：小結、所属：二所ノ関部屋、年寄：富士ヶ根）[7]

## 死去
- 2月12日 - 五十嵐敬之助（最高位：前頭4枚目、所属：勝ノ浦部屋、* 1884年【明治17年】）[8]
- 2月15日 - 小牛田山金太郎（最高位：前頭2枚目、所属：伊勢ノ海部屋、* 1893年【明治26年】）[9]
- 4月15日 - 不動岩三男（最高位：関脇、所属：粂川部屋→双葉山道場→時津風部屋、* 1924年【大正13年】）[10]
- 4月16日 - 大潮又吉（最高位：関脇、所属：陸奥部屋、* 1893年【明治26年】）[11]
- 5月17日 - 出羽湊利吉（最高位：関脇、所属：出羽海部屋、* 1907年【明治40年】）[12]
- 8月4日 - 太刀ノ海浪右エ門（最高位：前頭3枚目、所属：友綱部屋→東関部屋→高砂部屋、* 1894年【明治27年】）[13]
- 8月8日 - 駒錦信樹（最高位：前頭13枚目、所属：井筒部屋→出羽海部屋、* 1901年【明治34年】）[14]
- 12月30日 - 太郎山勇吉（最高位：前頭5枚目、所属：浦風部屋→高砂部屋→伊勢ヶ濱部屋、年寄：浦風、* 1901年【明治34年】）[15]